# Comuna Holubînka, Bahciîsarai
Holubînka (în ucraineană Голубинка) este o comună în raionul Bahciîsarai, Republica Autonomă Crimeea, Ucraina, formată din satele Aromat, Bahata Ușcelîna, Holubînka (reședința), Nîjnea Holubînka, Novopillea, Poleana, Putîlivka, Sokolîne și Soneacinosillea.

## Demografie
Componența lingvistică a comunei Holubînka
     Rusă (54,02%)
     Tătară crimeeană (29,37%)
     Ucraineană (10,59%)
     Alte limbi (0,62%)
Conform recensământului din 2001, majoritatea populației comunei Holubînka era vorbitoare de rusă (54,02%), existând în minoritate și vorbitori de tătară crimeeană (29,37%) și ucraineană (10,59%).